# Мост (Мокроног-Требелно)
Мост (словен. Most) је насељено место у општини Мокроног-Требелно, регија Југоисточна Словенија, Словенија.

## Историја
До територијалне реорганизације у Словенији био је у саставу старе општине Требње.

## Становништво
У попису становништва из 2011. године, Мост је имао 40 становника.
| Број становника према пописима | Број становника према пописима | Број становника према пописима |
| ------------------------------ | ------------------------------ | ------------------------------ |
| 1991                           | 2002                           | 2011                           |
| 42                             | 38                             | 40                             |

Напомена: Године 2009. извршена је мања размена територије између насеља Горење Јесенице (Шентруперт) и Мост.